# Densitat de corrent
La densitat de corrent en electromagnetisme, és la quantitat de càrrega per unitat de temps que flueix a través d'una àrea d'unitat d'una secció transversal triada. El vector de densitat de corrent elèctric es defineix com un vector la magnitud del qual és el corrent elèctric per àrea de secció transversal en un punt determinat de l'espai, sent la seva direcció la del moviment de les càrregues positives en aquest punt. En unitats base SI (sistema internacional d'unitats), la densitat de corrent elèctric es mesura en amperes per metre quadrat.

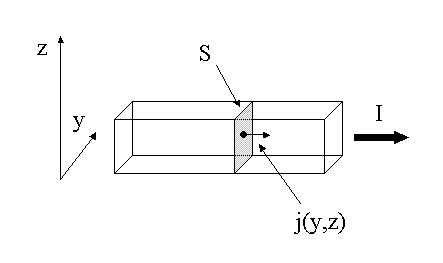
Relació entre el corrent i la densitat de corrent

## Definició
Suposem que A (unitat SI: m2) és una superfície petita centrada en un punt determinat M i ortogonal al moviment de les càrregues a M. Si IA (unitat SI: A) és el corrent elèctric que travessa A, llavors la densitat de corrent elèctrica j a M ve donat pel límit:
{\displaystyle j=\lim \limits _{A\rightarrow 0}{\frac {I_{A}}{A}}=\left.{\frac {\partial I}{\partial A}}\right|_{A=0},}
amb la superfície A restant centrada a M i ortogonal al moviment de les càrregues durant el procés límit.
Matemàticament, el corrent que flueix a través d'una superfície i la densitat tenen la relació següent:
{\displaystyle I=\int _{S}{{\vec {j}}(y,z)\cdot d{\vec {S}}}}
- I és el corrent elèctric en amperes (A). La integral del producte escalar del vector de la densitat de corrent amb el diferencial de cada element de superfície {\displaystyle d{\vec {S}}}.
- j(y,z) és la densitat de corrent al punt de coordenades (y,z) en A.m-2
- S és la secció en m²

Si la densitat de corrent és homogènia, és a dir, si j(y,z) és una constant independent de la posició (y,z), llavors la relació se simplifica i esdevé:
{\displaystyle I=j.S\,}

## Densitat de corrent en física clàssica
Càrregues puntuals aïllades
La densitat de corrent està relacionada amb els portadors de càrregues (electrons, forats, ions en cas d'un electròlit):
{\displaystyle j=\sum _{i}n_{i}.x_{i}.v_{i}\,}
- ni és la concentració del portador i (el nombre de portadors per unitat de volum),
- xi és la càrrega elèctrica del portador i,
- vi és la velocitat de deriva mitja del portador i al volum.

La densitat de corrent en un material és un paràmetre molt important per als sistemes elèctrics i electrònics; està directament relacionada amb la calor que es produeix en els materials per efecte Joule. Cada unitat de volum del material produirà la quantitat de calor següent:
{\displaystyle p=j_{ef}^{2}.\rho \,}
- p és la potència tèrmica produïda per unitat de volum (en W/m³),
- jef és el valor eficaç de j(t), que sempre ha de ser idèntic en tots els punts del volum considerat,
- ρ és la resistivitat del material.

En el cas dels conductors ordinaris, la densitat de corrent ha de ser prou feble en tots els punts del material per tal d'evitar que l'aïllant exterior del conductor no sigui destruït sota l'efecte de la calor que es produirà per efecte Joule. Segons el tipus d'utilització, la densitat de corrent que no es pot superar oscil·la entre 3 i 5 A/mm². En una situació oposada es troben dispositius, com els forns d'inducció magnètica, que utilitzen densitats de corrent prou elevades per a fondre els conductors o d'altres, com els fusibles, que utilitzen materials que es fonen a partir d'una determinada densitat de corrent.
En els materials superconductors, una densitat de corrent massa elevada pot generar un camp magnètic prou gran per causar la pèrdua de l'estat de superconductivitat.